# マンティネイアの戦い (紀元前207年)
マンティネイアの戦い（英：Battle of Mantinea）は紀元前207年にアルカディアのマンティネイアにてスパルタの僭主マカニダス率いるスパルタ軍とフィロポイメン率いるアカイア同盟軍の間で戦われた会戦である。

## 背景
紀元前207年にマカニダスがマンティネイア領に侵攻したのに対し、フィロポイメンがマンティネイア救援に向ったことによって戦いは起こった。

## 布陣
マカニダスは両翼の前衛に傭兵を、その後ろに輜重隊を配置し、自身は右翼に陣取り、軽装歩兵を指揮した。一方、フィロポイメンはマンティネイア市の前の丘に左翼として軽装歩兵を、その南に胸当て兵、イリュリア兵、そして右翼にアカイアの騎兵を、それらの後ろにファランクスを配置し、マカニダスに対する左翼をフィロポイメン、右翼をアリスタイネトスが指揮した。

## 戦い
スパルタ軍の戦列はアカイア同盟軍より短かったため、（恐らく包囲されるのを恐れた）マカニダスは右翼を伸ばして同じ長さにし、石弓隊を全戦列の前に出した。これに対し、フィロポイメンは敵の意図は石弓の正射によって自軍を混乱に陥れることだと考え、それをさせじとタラス人騎兵に即座の攻撃を命じた。マカニダスもまた配下のタラス人騎兵にそれに応戦させた。次いで双方傭兵部隊を繰り出し、マカニダスの傭兵部隊がその数と訓練の積み重ねのために優勢に立った。さらに勢いに乗ったマカニダス軍は敵のイリュリア兵、胸当て兵を7スタディオン（1.26キロメートル）敗走させた、敗走する敵の左翼（イリュリア兵、胸当て兵、軽装歩兵）を配下の軽装歩兵を率いて追撃した。
その間、戦場に残ったアカイア軍はがら空きになった左翼に部隊の一部を移動させて補った。一方、右翼の優勢を知ったスパルタ軍のファランクスはサリッサを投げ出してアカイア軍に突進したが、彼らはそのままアカイア軍の掘った塹壕に入り込んでしまい、アカイア軍の上からの攻撃を受けて敗走した。
一方、敵の追撃をしていたマカニダスはマンティネイア市近くの塹壕に道を阻まれ、その上戦場に残っていた他のスパルタ軍を破ったフィロポイメンによってマカニダスは退路を立たれ、一騎討ちでフィロポイメン自らの手で討ち取られた。
アカイア同盟の戦死者数は不明であるが、この戦いでスパルタ軍は4000人の戦死者を出した。

## 註
1. ↑  ポリュビオス, XI. 11. 1-2
2. ↑  ibid, XI. 11. 2-7
3. 1 2 3  パウサニアス, VIII, 50, 2
4. ↑  ポリュビオス, XI. 11. 2-7
5. ↑  ibid, XI. 12. 4
6. ↑  ibid, XI. 12. 5-7
7. ↑  ibid, XI. 13. 1-3
8. ↑  ibid, XI. 14. 1, 6-7
9. ↑  ibid, XI. 15. 1
10. ↑  ibid, XI. 15. 6, 16. 1-3
11. ↑  ibid, XI. 18. 1
12. ↑  ibid, XI. 18. 4
13. ↑  ポリュビオス, XI. 18. 10
14. ↑  プルタルコス, 「フィロポイメン」, 10